# Cantó de Beauvais-Nord-Oest
El cantó de Beauvais-Nord-Oest és un cantó francès del departament de l'Oise, situat al districte de Beauvais. Té 4 municipis i part del de Beauvais.

## Municipis
- Beauvais (part)
- Fouquenies
- Herchies
- Pierrefitte-en-Beauvaisis
- Savignies

## Història
| Data d'elecció                           | Identitat           | Partit | Qualitat |
| ---------------------------------------- | ------------------- | ------ | -------- |
| 1973-1988                                | Walter Amsallem     | PS     |          |
| 1988-                                    | Georges Becquerelle | PS     |          |
| les dades anteriors no són pas conegudes |                     |        |          |
|                                          |                     |        |          |